# Tárcoles (distrito)
Tárcoles es un distrito del cantón de Garabito, en la provincia de Puntarenas, de Costa Rica.

## Historia
Tárcoles fue creado el 30 de noviembre de 1988 por medio de Acuerdo 431. Segregado de Jacó.

## Geografía
Tárcoles cuenta con un área de 93,64 km² y una altitud media de 36 m s. n. m.

## Demografía
Para el año 2022, Tárcoles cuenta con una población estimada de 9842 habitantes, y para el último censo efectuado, en 2011, Tárcoles contaba con una población de 5544 habitantes.

## Localidades
- Cabecera: Tárcoles
- Poblados: Agujas, Bajamar, Bellavista, Caletas, Camaronal, Camaronal Arriba, Capulín, Carrizal de Bajamar, Guacalillo, Mantas, Nambí, Peñón de Tivives, Pigres, Pita, Playa Azul, Pógeres, Puerto Peje, Punta Leona, Quebrada Ganado, Tarcolitos.

## Transporte

### Carreteras
Al distrito lo atraviesan las siguientes rutas nacionales de carretera:
- Ruta nacional 34
- Ruta nacional 320